# Обозначения Штейнгауза — Мозера
Обозначения Штейнгауза — Мозера — метод обозначения очень больших целых чисел, предложенный Гуго Штейнгаузом, и представляется при помощи многоугольников.
Первые операции:
- = nn;
- =  n — n заключается в треугольник n раз;
- = n — n заключается в квадрат n раз;

и так далее.
Сам Штейнгауз использовал только три операции, причём последняя обозначалась как n в круге:
 = .
Введём обозначение: {\displaystyle M(n,m,p)} — n вложенное m раз в p-угольник. Тогда можно определить правила вычисления значений многоугольников Штейнгауза — Мозера:
- {\displaystyle M(n,1,3)=n^{n}},
- {\displaystyle M(n,1,p+1)=M(n,n,p)},
- {\displaystyle M(n,m+1,p)=M(M(n,1,p),m,p)}.

Соответственно,
- = {\displaystyle M(n,1,3)};
- = {\displaystyle M(n,1,4)};
- = {\displaystyle M(n,1,5)}

## Специальные значения
Некоторые числа имеют специальные названия:
- мега — 2 в круге: ② (последние 14 цифр: …93539660742656) или {\displaystyle M(2,1,5)}

{\displaystyle {\begin{aligned}M(2,1,5)&=M(2,2,4)=M(M(2,1,4),1,4)=M(M(2,2,3),M(2,2,3),3)=\\&=M(M(M(2,1,3),1,3),M(M(2,1,3),1,3),3)=M(M(2^{2},1,3),M(2^{2},1,3),3)=\\&=M(4^{4},4^{4},3)=M(256,256,3)=M(256,256,3)\approx (256\uparrow )^{256}257\end{aligned}}}
- мегистон — 10 в круге: ⑩ или {\displaystyle M(10,1,5)=M(10,10,4)}
- число Мозера — 2 в мегагоне (многоугольнике с мегой сторон), то есть {\displaystyle M(2,1,M(2,1,5))=M(2,1,M(256,256,3))}.

Сравнивая с функцией, определяющей число Грэма, можно заметить, что мега и мегистон меньше g1 (т. н. Grahal), а число Мозера расположено между g1 и g2.